# René Angélil
René Angélil (Mont-real, Quebec, 16 de gener de 1942 - Las Vegas, Califòrnia, 14 de gener de 2016) va ser un productor musical i cantant quebequès, conegut per ser espòs i mànager de la cantant Céline Dion.

## Biografia
Va néixer a Mont-real i els seus pares eren àrabs cristians. El seu pare era d'origen sirià i la seva mare canadenca d'origen libanès. Es van instal·lar a Mont-real, on van tenir dos fills, René i André, que va néixer el 1945. René va estudiar en el College Grasset per a més tard assistir a l'escola Les Clercs de Saint-Viateur a Outremont, prop de Mont-real.
Als 20 anys Angélil, amb un fort interès al món dels negocis i espectacles, va iniciar un grup al costat de Pierre Labelle i Jean Beaulne el 1961 anomenat Les Baronets. El 1964 Les Baronets van tenir alguns èxits com a C'est fou, mais c'est tout (una traducció de la cançó Hold Me Tight de The Beatles).
L'11 de desembre de 1966, René es va casar amb Denyse Duquette, de 24 anys, a l'església Saint-Sauveur de Mont-real. Amb Denyse va tenir un fill, Patrick, el 1968. Després va començar René la seva carrera d'empresari en encarregar-se de la carrera de René Simard, un popular cantant de Quebec. René es va divorciar el 12 de juny de 1973. Després, al juny de 1973, es casa amb Anne Renée Kirouac, amb qui funda la companyia TBS i té dos fills, Jean-Pierre el 1974 i Anne-Marie el 1977.
Angélil va signar un contracte amb la cantant més popular en aquest temps al Quebec, Ginette Ren, qui més tard va decidir canviar de mànager, la qual cosa va destruir els plans d'Angélil, que a continuació va contactar a un gran de la cançó quebequesa, Eddy Marnay, qui havia escrit cançons per Barbra Streisand, Edith Piaf i Ginette (Je ne suis qu'uneix chanson, que va vendre més de 300 000 exemplars, un rècord que va trencar més tard el 1995 Céline Dion).
Angélil va morir a causa d'un càncer el 14 de gener de 2016.

## Céline Dion
La ruptura professional de René i Ginette va oferir una nova oportunitat en la qual trobaria a Céline Dion, llavors una nena de 12 anys. El 1980, en escoltar-la cantar Ce n'était qu'un rêve immediatament es va enamorar de la seva veu al grau d'hipotecar la seva casa per poder gravar un disc amb ella. Al principi de la carrera de Céline Anne Renée va contribuir enormement en la seva imatge. El 1981 es va llançar el primer disc de Céline, que ràpidament va esdevenir estrella local, amb plans de René per a una major internacionalització de la cantant. Al cap de poc René es va divorciar d'Anne Renée.
El 1987 es va iniciar una relació sentimental entre la cantant i el seu representant, però certes reserves cap a la reacció dels fans de Céline Dion van fer que Angélil, 26 anys major que ella, mantingués secreta la seva relació. El 29 d'abril de 1992, René va sofrir un atac cardíac, la qual cosa va coincidir amb el llançament del tercer disc de Céline, The Colour of my Love, que deixava al descobert l'amor entre els dos i en el qual Céline dedicava el disc a René com una nota d'amor.

## Discografia
- Les Baronets en spectacle (1963)
- Ça recommence (1964)
- Les Baronets à la Comédie Canadienne (1965)
- Les Baronets en personne (1967)
- Réveillon chez la famille Canusa (1968)
- 15 succès - compilació - (1969)
- Le palmarès des Baronets (1969)
- La belle amanchure - comèdia musical (1970)
- Pierre Labelle et René Angélil (1971)
- 21 titres d'or - compilació (1974)
- Une soirée au cabaret avec les Baronets (1989)
- Les Baronets - compilació (1992)